# オービック御堂筋ビル
オービック御堂筋ビル（オービックみどうすじビル）は、大阪府大阪市中央区平野町（御堂筋沿い）にある超高層ビル。

## 概要
2017年（平成29年）5月9日に着工し、2020年（令和2年）1月に竣工した。御堂筋の高さ制限緩和を受けた建築物である。
1階は店舗、2階は多目的ホール・貸会議室、3～13階はオフィスフロア、15～25階には三菱地所グループが運営するザ ロイヤルパークホテル アイコニック 大阪御堂筋が入居している。
オフィスフロアのスペックは、基準階面積568坪、天井高3,000mm、個別空調システム（冷暖フリー）、Low-E複層ガラス、床荷重500kg/㎡（ヘビーデューティーゾーンは1,000kg/㎡）、グリッドシステム天井、LED照明、OAフロア高さ100mm、電気容量60VA/㎡である。

## オフィス入居者
- オービック大阪本社（10～12階）[3]
- 東テク大阪支店（3階）
- 中央日本土地建物関西支社（4階）[4]
- 丸善インテック本社（6階）
- 日本臓器製薬本社（7階）
- ジョンソン・エンド・ジョンソン大阪支店（8階）
- 弁護士法人淀屋橋・山上合同（9階）

## 交通アクセス
- 大阪市高速電気軌道(Osaka Metro)御堂筋線：淀屋橋駅から徒歩3分
- 京阪本線：淀屋橋駅から徒歩7分